# 鲤鱼江
鲤鱼江，位于中国广西壮族自治区贵港市境内，是郁江左岸支流，发源于贵港市覃塘区东龙镇三六村，向南流经三六水库、平龙水库、覃塘镇，至三里镇转东流，于贵港市区贵城街道南郊汇入郁江。干流河长92千米，平均比降0.76‰，流域面积1164平方公里。年均径流量7.95亿立方米。